# 김상현 (1974년)
김상현(1974년 4월 8일 ~ )은 롯데 자이언츠의 전 야구 선수다.

## 출신 학교
- 경북고등학교
- 동아대학교

## 같이 보기
- 1997년 롯데 자이언츠 시즌
- 1998년 롯데 자이언츠 시즌